# NGC 4048
NGC 4048 је спирална галаксија у сазвежђу Береникина коса која се налази на NGC листи објеката дубоког неба.
Деклинација објекта је + 18° 0' 56" а ректасцензија 12h 2m 50,1s. Привидна величина (магнитуда) објекта NGC 4048 износи 14,0 а фотографска магнитуда 14,9. NGC 4048 је још познат и под ознакама UGC 7023, MCG 3-31-20, CGCG 98-30, IRAS 12002+1817, VV 384, KUG 1200+182, PGC 38040.